# Contea di Lafayette (Wisconsin)
La contea di Lafayette (in inglese, Lafayette County) è una contea dello Stato del Wisconsin, negli Stati Uniti. La popolazione al censimento del 2000 era di 16 137 abitanti. Il capoluogo di contea è Darlington.